# Franciszek Stachnik
Franciszek Stachnik (ur. 10 października 1895 w Pietrzejowej, zm. 1 maja 1981 w Pustyni) – polski polityk ludowy, poseł na III kadencji (1930–1935) oraz na Sejm Ustawodawczy (1947–1952).

## Życiorys
Urodził się w rodzinie chłopskiej w Galicji. Po ukończeniu 5 klas szkoły powszechnej w Ropczycach służył podczas I wojny światowej w armii Cesarstwa Austriackiego. Dostał się do niewoli rosyjskiej. W 1918 zaciągnął się do Wojska Polskiego. Był właścicielem gospodarstwa w Woli Żyrakowskiej.
Od 1919 członek PSL „Piast”. W latach 1921–1931 zasiadał w Zarządzie Okręgowym tej partii, był też sekretarzem Zarządu Powiatowego w Ropczycach. Od 1931 do 1939 prezes Stronnictwa Ludowego w Ropczycach (od 1934 również w Dębicy). Członek Rady Naczelnej SL (1933–1939). W 1930 uzyskał mandat posła na Sejm III kadencji z okręgu Jasło. Trzy lata później pozbawiony immunitetu i więziony w Tarnowie. W 1937 współorganizował strajki chłopskie w Galicji. Współpracował z „Gazetą Grudziądzką”. W czasie okupacji niemieckiej działał w SL „Roch” na terenie powiatu dębickiego. Należał do Batalionów Chłopskich, był delegatem rządu RP na powiat dębicki. W grudniu 1944 aresztowany przez UBP, po kilkunastu miesiącach zwolniony. W 1946 znalazł się w szeregach PSL (był członkiem Rady Naczelnej w latach 1948–1949 oraz wiceprezesem Zarządu Wojewódzkiego w Rzeszowie od 1946 do 1947). Od 1947 do 1952 ponownie sprawował mandat posła na Sejm z okręgu Gorlice.
W 1949 przystąpił do ZSL, był członkiem Rady Naczelnej (1949–1957).